# Oelemari Airstrip
Oelemari Airstrip (ICAO: SMOL), ook wel Ulemari Airstrip, is een landingsstrook in het zuidwesten van het Surinaamse district Sipaliwini. De landingsbaan is aangelegd in het kader van Operation Grasshopper en is vernoemd naar de Oelemaririvier, die er langsloopt. Begin 1960 was er, om met de aanleg van de landingsbaan te kunnen beginnen, een expeditie onder leiding van ir. H.I.L. van Eyck. Op 9 juli van dat jaar landde er voor het eerst een Northrop C-125 Raider, die gebruikt werd voor de verdere aanleg, en ruim een maand later verongelukte dat vliegtuig daar. Oelemari werd in maart 1962 voor het openbaar vliegverkeer opengesteld.